# Реография
Реография (др.-греч. ῥέος — «поток, течение» и γράφω — «пишу, изображаю»; син.: импедансная плетизмография, реоплетизмография, электроплетизмография, электрореография) — метод исследования пульсовых колебаний кровенаполнения сосудов различных органов и тканей, основанный на графической регистрации изменений полного электрического сопротивления тканей.
Применяется в диагностике различного рода сосудистых нарушений головного мозга, конечностей, лёгких, сердца, печени и др.
Бывает, в зависимости от обследуемого органа:
- реоэнцефалография (РЭГ; син.: краниоцеребральная реография, церебральная реография, электрическая импедансная энцефалография[3]) — метод оценки мозгового кровообращения;
- реопульмонография (син.: реография лёгкого, электроплетизмография лёгких[4]) — метод оценки лёгочного кровообращения и лёгочной вентиляции;
- реоофтальмография (син.: офтальмореография, реография глаза[5]) — метод оценки кровообращения сосудистой оболочки глаза;
- реокардиография (син.: импедансная кардиография, прекардиальная реография, грудная реография, трансторакальная реография[6]) — метод оценки функциональных показателей сердца;
- реогепатография — метод оценки кровообращения печени[7];
- реовазография — метод оценки кровообращения в сосудах конечностей (рук, ног):
  - реография поперечная — реография конечности, при которой электроды располагают на одном уровне относительно её продольной оси; используется для оценки функции кровеносных сосудов определённой части конечности;
  - реография продольная — реография конечности, при которой электроды располагают по её продольной оси; используется для оценки функции кровеносных сосудов всей конечности;
- и т. д.

Разработка и внедрение доплерографии в медицине снизило актуальность реографических исследований и обследований.